# 키프로스 여자 축구 국가대표팀
키프로스 여자 축구 국가대표팀은 키프로스를 대표하는 여자 축구 대표팀으로 키프로스 축구 협회에서 관리한다. 2002년 4월 25일 그리스와의 국제 경기 데뷔전에서 2-4로 패했으며 현재까지도 FIFA 여자 월드컵과 UEFA 유럽 여자 축구 선수권 대회 그리고 하계 올림픽 본선에 단 한번도 출전한 적이 없다.

## 국제 대회 경력

### UEFA 유럽 여자 축구 선수권 대회
UEFA 여자 유로 2022 예선을 통해 메이저 대회 예선에 첫 발을  내딛었지만 핀란드, 포르투갈, 스코틀랜드, 알바니아를 상대로 단 1점의 승점도 따내지 못하고 8전 전패·E조 최하위에 머무르면서 유럽 축구의 높은 벽을 실감했다.

## 국제 경기 최다 점수차 승리
키프로스 여자 축구가 그나마 가장 큰 점수차로 승리를 거둔 경기는 2014년 4월 8일 홈에서 열린 같은 최약체팀인 룩셈부르크와의 친선 경기로 이 경기에서 4-0의 대승을 거두었고 이 기록은 현재까지도 유지되고 있다.

## 성적

### FIFA 여자 월드컵
- 1991년 ~ 2019년: 불참

### 올림픽 축구
- 1996년 ~ 2012년: 불참

### UEFA 유럽 여자 축구 선수권 대회
- 1984년: 불참
- 1987년: 불참
- 1989년: 불참
- 1991년: 불참
- 1993년: 불참
- 1995년: 불참
- 1997년: 불참
- 2001년: 불참
- 2005년: 불참
- 2009년: 불참
- 2013년: 불참
- 2017년: 불참

## 같이 보기
- 키프로스 축구 국가대표팀